# Xã Boone, Quận St. Charles, Missouri
Xã Boone (tiếng Anh: Boone Township) là một xã thuộc quận St. Charles, tiểu bang Missouri, Hoa Kỳ. Năm 2010, dân số của xã này là 41.639 người.